# Извор (Кукуш)
Извор (грч. Πηγή, Пиги) је насељено место у општини Пеонија у периферији Средишња Македонија, Грчка. Према попису из 2021. године било је 105 становника.
Према бугарском географу и историчару, Василу Канчову, у Извору је 1900. године живело 190 Словена хришћана. Због притиска грчких власти 1924. године већина мештана је принудно исељена у Бугарску (претежно Пловдив) и Краљевину СХС (Мојин и Ђевђелија). На њихово место насељено је 47 грчких избегличких породица из Турске. На попису из 1940. године Извор је имао 291 становника, од чега 20 Словена а остали су Грци.

## Познате личности
- Тодор Симовски, македонски историчар, публициста и комунистички радник